# Apion carduorum
Espèce
Apion carduorum (l'apion de l'artichaut) est une espèce d'insectes coléoptères curculionoïdes de la famille des Apionidae (ou des Brentidae selon les classifications), originaire d'Europe.
Cet insecte phytophage est un ravageur de certaines espèces d’Asteraceae, dont l'artichaut (Cynara scolymus) et le topinambour (Helianthus tuberosus).
Synonyme :
- Ceratapion carduorum (Kirby, 1808)